# Vladimir Shmelyov
Vladimir Shmelyov (Magadan, 31 de agosto de 1942 – Oblast de Moscou, 14 de junho de 2023) foi um pentatleta soviético campeão olímpico.

## Carreira
Vladimir Shmelyov representou seu país nos Jogos Olímpicos de 1972, na qual conquistou a medalha de ouro, por equipes, em 1972.
Shmelyov morreu no dia 14 de junho de 2023, aos 76 anos de idade.